# Football League Two 2019-2020
La EFL League Two 2019-2020, conosciuta anche con il nome di Sky Bet League Two per motivi di sponsorizzazione, è stato il 62º campionato inglese di calcio di quarta divisione, nonché  il 16º con la denominazione di League Two.
La stagione regolare ha avuto inizio il 3 agosto 2019 e si sarebbe dovuta concludere il 25 aprile 2020, ma, a causa dell'emergenza sanitaria provocata dalla pandemia di COVID-19, è stata sospesa il 13 marzo 2020 e definitivamente interrotta il 15 maggio 2020, quando i club della lega, hanno stabilito con una votazione, che la classifica finale sarebbe stata ricavata utilizzando la media fra i punti guadagnati e gli incontri giocati da ogni squadra. Mentre i play off, che sono stati disputati a porte chiuse, si sono svolti dal 18 al 29 giugno 2020. Ad aggiudicarsi il titolo è stato lo Swindon Town, al terzo successo nella competizione. Le altre tre promozioni in Football League One sono state invece conseguite dal Crewe Alexandra (2º classificato), dal Plymouth Argyle (3º classificato) e dal Northampton Town (vincitore dei play off).
Capocannoniere del torneo è stato Eoin Doyle (Bradford City e Swindon Town) con 25 reti.

## Stagione

### Novità
Al termine della stagione precedente, insieme ai campioni di lega del Lincoln City (al secondo titolo di quarta divisione della loro storia), salirono direttamente in Football League One anche il Bury (2º classificato) ed il Milton Keynes Dons (3º classificato). Mentre il Tranmere Rovers, 6º classificato, raggiunse la promozione attraverso i play-off. Lo Yeovil Town ed il Notts County (quest'ultimo, clamorosamente fuori dalla Football League per la prima volta dopo centotrenta anni), che occuparono le ultime due posizioni della classifica, non riuscirono invece a mantenere la categoria e scesero in National League.
Queste sei squadre furono rimpiazzate dalle quattro retrocesse dalla Football League One: Plymouth Argyle, Walsall (relegato dopo tredici anni nel quarto livello del calcio inglese), Scunthorpe United e Bradford City e dalle due promosse provenienti dalla National League: Leyton Orient (risalito dopo tre stagioni in League Two) e Salford City (club al debutto nel calcio professionistico).

### Formula
Le prime tre classificate vengono promosse direttamente in Football League One, insieme alla vincente dei play off a cui partecipano le squadre giunte dal 4º al 7º posto. Mentre le ultime due classificate retrocedono in National League.

## Squadre partecipanti
| Squadra             | Stagione | Città                    | Stadio                       | Stagione precedente                     |
| ------------------- | -------- | ------------------------ | ---------------------------- | --------------------------------------- |
| Bradford City       | dettagli | Bradford                 | Valley Parade                | 24º posto in EFL League One, retrocesso |
| Cambridge United    | dettagli | Cambridge                | Abbey Stadium                | 21º posto in EFL League Two             |
| Carlisle United     | dettagli | Carlisle                 | Brunton Park                 | 11º posto in EFL League Two             |
| Cheltenham Town     | dettagli | Cheltenham               | Whaddon Road                 | 16º posto in EFL League Two             |
| Colchester United   | dettagli | Colchester               | Colchester Community Stadium | 8º posto in EFL League Two              |
| Crawley Town        | dettagli | Crawley                  | Broadfield Stadium           | 19º posto in EFL League Two             |
| Crewe Alexandra     | dettagli | Crewe                    | Alexandra Stadium            | 12º posto in EFL League Two             |
| Exeter City         | dettagli | Exeter                   | St James Park                | 9º posto in EFL League Two              |
| Forest Green Rovers | dettagli | Nailsworth               | The New Lawn                 | 5º posto in EFL League Two              |
| Grimsby Town        | dettagli | Grimsby                  | Blundell Park                | 17º posto in EFL League Two             |
| Leyton Orient       | dettagli | Londra (Leyton)          | Brisbane Road                | 1º posto in National League, promosso   |
| Macclesfield Town   | dettagli | Macclesfield             | Moss Rose                    | 22º posto in EFL League Two             |
| Mansfield Town      | dettagli | Mansfield                | Field Mill                   | 4º posto in EFL League Two              |
| Morecambe           | dettagli | Morecambe                | Globe Arena                  | 18º posto in EFL League Two             |
| Newport County      | dettagli | Newport                  | Rodney Parade                | 7º posto in EFL League Two              |
| Northampton Town    | dettagli | Northampton              | Sixfields Stadium            | 15º posto in EFL League Two             |
| Oldham Athletic     | dettagli | Oldham                   | Boundary Park                | 14º posto in EFL League Two             |
| Plymouth Argyle     | dettagli | Plymouth                 | Home Park                    | 21º posto in EFL League One, retrocesso |
| Port Vale           | dettagli | Stoke-on-Trent (Burslem) | Vale Park                    | 20º posto in EFL League Two             |
| Salford City        | dettagli | Salford                  | Moor Lane                    | 3º posto in National League, promosso   |
| Scunthorpe United   | dettagli | Scunthorpe               | Glanford Park                | 23º posto in EFL League One, retrocesso |
| Stevenage           | dettagli | Stevenage                | Broadhall Way                | 10º posto in EFL League Two             |
| Swindon Town        | dettagli | Swindon                  | County Ground                | 13º posto in EFL League Two             |
| Walsall             | dettagli | Walsall                  | Bescot Stadium               | 22º posto in EFL League One, retrocesso |

## Classifica finale
Nota: a seguito della conclusione anticipata del torneo, la classifica tiene conto della media punti per partite disputate.
|  | Pos. | Squadra                 | MP   | Pt | G  | V  | N  | P  | GF | GS | DR  |
|  | ---- | ----------------------- | ---- | -- | -- | -- | -- | -- | -- | -- | --- |
|  | 1.   | Swindon Town            | 1,92 | 69 | 36 | 21 | 6  | 9  | 62 | 39 | +23 |
|  | 2.   | Crewe Alexandra         | 1,86 | 69 | 37 | 20 | 9  | 8  | 67 | 43 | +24 |
|  | 3.   | Plymouth                | 1,84 | 68 | 37 | 20 | 8  | 9  | 61 | 39 | +22 |
|  | 4.   | Cheltenham Town         | 1,78 | 64 | 36 | 17 | 13 | 6  | 52 | 27 | +25 |
|  | 5.   | Exeter City             | 1,76 | 65 | 37 | 18 | 11 | 8  | 53 | 43 | +10 |
|  | 6.   | Colchester Utd          | 1,57 | 58 | 37 | 15 | 13 | 9  | 52 | 37 | +15 |
|  | 7.   | Northampton Town        | 1,57 | 58 | 37 | 17 | 7  | 13 | 54 | 40 | +14 |
|  | 8.   | Port Vale               | 1,54 | 57 | 37 | 14 | 15 | 8  | 50 | 44 | +6  |
|  | 9.   | Bradford City           | 1,46 | 54 | 37 | 14 | 12 | 11 | 44 | 40 | +4  |
|  | 10.  | Forest Green            | 1,36 | 49 | 36 | 13 | 10 | 13 | 43 | 40 | +3  |
|  | 11.  | Salford City            | 1,35 | 50 | 37 | 13 | 11 | 13 | 49 | 46 | +3  |
|  | 12.  | Walsall                 | 1,31 | 47 | 36 | 13 | 8  | 15 | 40 | 49 | -9  |
|  | 13.  | Crawley Town            | 1,30 | 48 | 37 | 11 | 15 | 11 | 51 | 47 | +4  |
|  | 14.  | Newport County          | 1,28 | 46 | 36 | 12 | 10 | 14 | 32 | 39 | -7  |
|  | 15.  | Grimsby Town            | 1,27 | 47 | 37 | 12 | 11 | 14 | 45 | 51 | -6  |
|  | 16.  | Cambridge Utd           | 1,22 | 45 | 37 | 12 | 9  | 16 | 40 | 48 | -8  |
|  | 17.  | Leyton Orient           | 1,17 | 42 | 36 | 10 | 12 | 14 | 47 | 55 | -8  |
|  | 18.  | Carlisle Utd            | 1,14 | 42 | 37 | 10 | 12 | 15 | 39 | 56 | -17 |
|  | 19.  | Oldham Athletic         | 1,11 | 41 | 37 | 9  | 14 | 14 | 44 | 57 | -13 |
|  | 20.  | Scunthorpe Utd          | 1,08 | 40 | 37 | 10 | 10 | 17 | 44 | 56 | -12 |
|  | 21.  | Mansfield Town          | 1,06 | 38 | 36 | 9  | 11 | 16 | 48 | 55 | -7  |
|  | 22.  | Morecambe               | 0,86 | 32 | 37 | 7  | 11 | 19 | 35 | 60 | -25 |
|  | 23.  | Stevenage               | 0,61 | 22 | 36 | 3  | 13 | 20 | 24 | 50 | -26 |
|  | 24.  | Macclesfield Town (-17) | 0,51 | 19 | 37 | 7  | 15 | 15 | 32 | 47 | -15 |

Legenda:
      Promosso in EFL League One 2020-2021.
  Ammesso ai play-off.
      Retrocesso in National League 2020-2021.
Regolamento:
Tre punti a vittoria, uno a pareggio, zero a sconfitta.
In caso di arrivo di due o più squadre a pari punti, la graduatoria verrà stilata secondo i seguenti criteri:
- differenza reti
- maggior numero di gol segnati
- classifica avulsa
- maggior numero di vittorie
- maggior numero di gol segnati in trasferta
- fair play
- spareggio

Note:

A seguito dell'esclusione del Bury dalla EFL League One, la 23ª classificata non retrocede.
Il Macclesfield Town è stato sanzionato con 17 punti di penalizzazione: 6 per il mancato pagamento degli stipendi, 4 per il rifiuto dei propri calciatori di giocare contro il Crewe Alexandra il 7 dicembre 2019 e 7 per non essersi presentato in campo il 21 dicembre 2019 nella gara con il Plymouth Argyle.

## Spareggi

### Play-off

#### Tabellone
|  | Semifinali | Semifinali       | Semifinali | Semifinali | Semifinali |  |  | Finale | Finale           | Finale |  |
|  |            |                  |            |            |            |  |  |        |                  |        |  |
|  | 7          | Northampton Town | 0          | 3          | 3          |  |  |        |                  |        |  |
|  | 4          | Cheltenham Town  | 2          | 0          | 2          |  |  | 7      | Northampton Town | 4      |  |
|  | 6          | Colchester Utd   | 1          | 1          | 2          |  |  | 5      | Exeter City      | 0      |  |
|  | 5          | Exeter City      | 0          | 3          | 3          |  |  |        |                  |        |  |

#### Semifinali

##### Andata
| Arbitro: | Smith |

|             |           |  |
| Bramall 81’ | Marcatori |  |

| Arbitro: | Edwards |

|  |           |                       |
|  | Marcatori | 26’ Raglan 86’ Thomas |

##### Ritorno
| Arbitro: | Breakspear |

|                                       |           |            |
| Martin 10’ Richardson 58’ Bowman 111’ | Marcatori | 78’ Senior |

| Arbitro: | Doughty |

|  |           |                           |
|  | Marcatori | 9’ Oliver 57’, 77’ Morton |

#### Finale
| Arbitro: | Salisbury |

|  |           |                                                |
|  | Marcatori | 11’ Watson 31’ Morton 80’ Hoskins 89’ Williams |

## Statistiche

### Squadre

#### Primati stagionali
Squadre
- Maggior numero di vittorie: Swindon Town (21)
- Minor numero di vittorie: Stevenage (3)
- Maggior numero di pareggi: Crawley Town, Macclesfield, Port Vale (15)
- Minor numero di pareggi: Swindon Town (6)
- Maggior numero di sconfitte: Stevenage (20)
- Minor numero di sconfitte: Cheltenham Town (6)
- Miglior attacco: Crewe Alexandra (67)
- Peggior attacco: Stevenage (24)
- Miglior difesa: Cheltenham Town (27)
- Peggior difesa: Morecambe (60)
- Miglior differenza reti: Cheltenham Town (+25)
- Peggior differenza reti: Stevenage (-26)

### Individuali

#### Classifica marcatori
| Gol | Rigori |  | Giocatore     | Squadra                    |
| --- | ------ |  | ------------- | -------------------------- |
| 25  | 2      |  | Eoin Doyle    | Swindon Town Bradford City |
| 14  |        |  | Nicky Maynard | Crawley Town               |
| 13  | 1      |  | Ryan Bowman   | Exeter City                |
| 13  | 1      |  | Ollie Palmer  | Crawley Town               |
| 13  | 1      |  | Jerry Yates   | Swindon Town               |
| 12  | 3      |  | Bez Lubala    | Crawley Town               |
| 12  | 3      |  | Chris Porter  | Crewe Alexandra            |